# Henry Fuchs

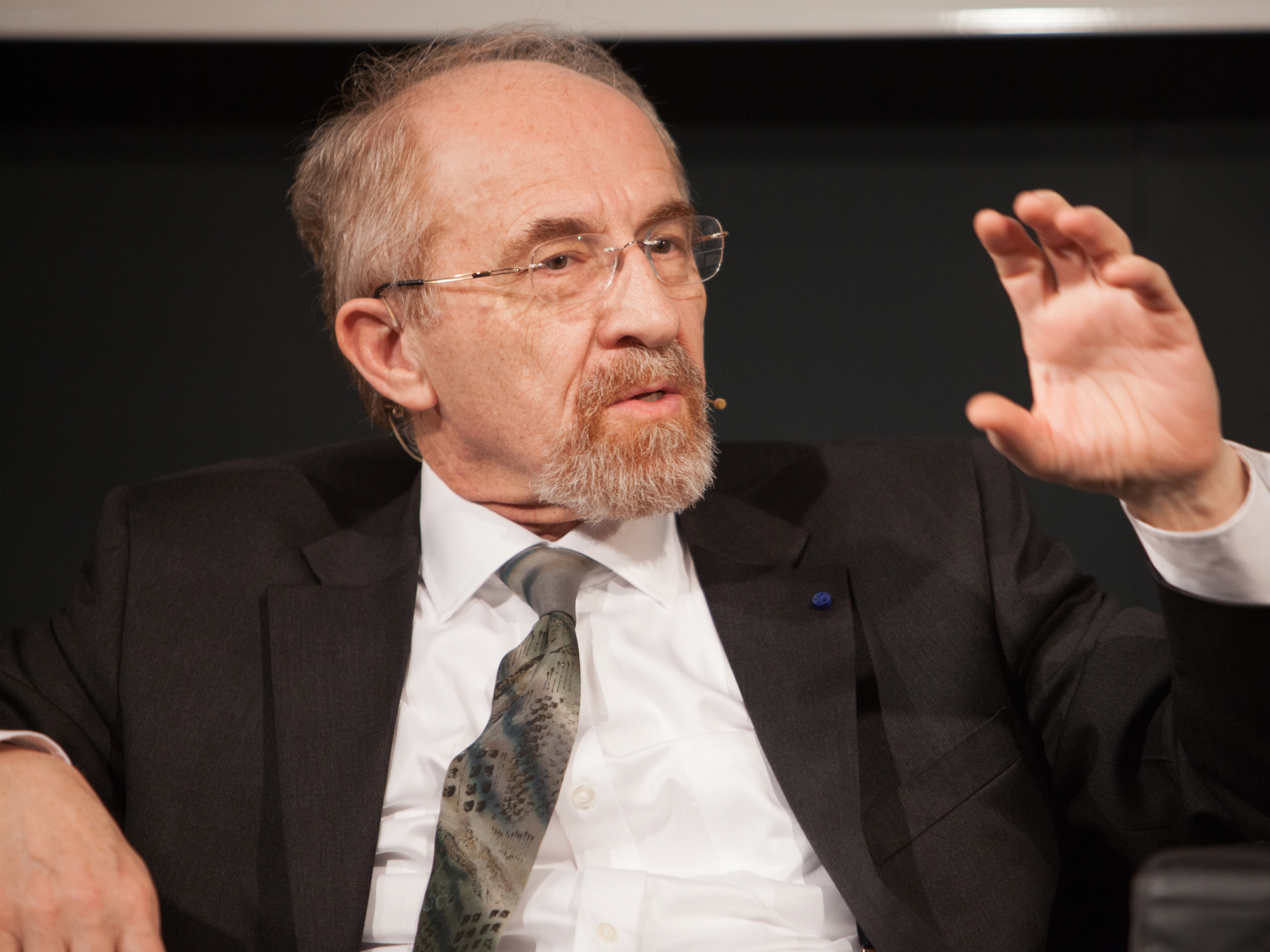
Henry Fuchs 2015

Henry Fuchs (* 20. Januar 1948 in Tokaj, Ungarn) ist ein US-amerikanischer Informatiker mit ungarischen Wurzeln und seit 1983 der Federico Gil Distinguished Professor of Computer Science an der University of North Carolina at Chapel Hill, sowie Adjunct Professor für Biomedical Engineering. Gemeinsam mit Nadia Magnenat-Thalmann und Markus Gross leitet er auch das „BeingThere“ International Research Centre for Tele-Presence and Tele-Cooperation an der NTU Singapur. Sein Arbeitsgebiet ist die Computergrafik, insbesondere die Bereiche Virtuelle Realität, Telepräsenz, medizinische Bildverarbeitung, Computer Vision und Robotik.

## Leben
Henry Fuchs verließ Ungarn mit seiner Familie während des ungarischen Volksaufstandes 1956 und immigrierte 1957 in die USA. Er studierte Informatik und Computerwissenschaften an der University of California, Santa Cruz, und erwarb 1975 einen Dr.-Titel an der University of Utah. Seit 1978 ist er an der University of North Carolina at Chapel Hill, wo er sich zu einem der weltweit bekanntesten Forscher im Bereich Virtual Environments und Telepräsenz entwickelte.

## Preise und Ehrungen
- Mitglied der National Academy of Engineering
- Fellow der Association for Computing Machinery (ACM)
- 1992 ACM-SIGGRAPH Achievement Award
- 1992 Academic Award of the National Computer Graphics Association (NCGA)
- 1997 Fellow der American Academy of Arts and Sciences
- 1997 Satava Award of the Medicine Meets Virtual Reality Conferences (MMVR)
- 2013 IEEE VGTC Virtual Reality Career Award
- 2015 Steven Anson Coons Award for Outstanding Creative Contributions to Computer Graphics
- 2018 Ehrendoktor der Technischen Universität Wien[2]